# Степска еја
Степска еја (лат. Circus macrourus) је птица селица грабљивица из потпородице еји . Научно име потиче из старогрчког. Circus потиче од речи kirkos (круг), што се односи на птицу грабљивицу названу по свом кружном лету („вероватно пољска еја “), а macrourus је „дугорепи“, од речи makros (дуг) и -ouros (-реп).
Гнезди се у јужним деловима источне Европе и централне Азије и Ирана, а зимује углавном у Индији и југоисточној Азији. Ретка је, али све чешћа врста која лута по Великој Британији и западној Европи. Године 2017, пар степских еја се гнездио на пољу јечма у Холандији; одгајили су четири птића, што је први забележени случај гнежђења ове врсте у земљи. Године 2019, пар се први пут гнездио у Шпанији.
Ова грабљивица средње величине се гнезди на отвореним равницама, мочварама и вресиштима. Зими је птица отворених станишта.

## Опис
Ово је типична еја, са дугим крилима савијеним у плитко V у ниском лету. Такође подсећа на друге еје по томе што има различито мушко и женско перје . Одрасли су 40-48 цм у дугачки са распоном крила од 95-120 цм. Мужјаци теже 315 гр док нешто веће женке теже 445 гр. Мужјак је беличастосив одозго и бео одоздо, са уским црним врховима крила. Разликује се од пољске еје по мањој величини, ужим крилима, блеђој боји и другачијој шари на врховима крила. Женка је смеђе боје одозго са белим горњим покривачем репа, па се женке и слични младунци често називају „прстенорепи“. Доњи делови тела су јој жућкасто-риђкасти са смеђим пругама. Најбоље се разликује од женке пољске еје по грађи. Веома је слична женки еје ливадарке, али има блеђи стомак и другачије дефинисан образац лица.

## Понашање и екологија
Степске еје првенствено лове мале сисаре и птице, изненађујући их док лебде ниско изнад поља и мочвара. Остали извори хране укључују велике инсекте (обично скакавце), гуштере и жабе. Гнездо ове врсте је на земљи. Полажу се три до шест, али обично четири до пет беличастих јаја.